# Fónagy Péter
Fónagy Péter (Budapest, 1952. augusztus 14. –) magyar származású, brit pszichoanalitikus, klinikai pszichológus.
Több mint 400 cikk, 17 könyv és 250 könyvfejezet szerzője, társszerzője.
A Brit Birodalom Rendjének, az Egyesült Királyság Orvostudományi Akadémiájának tagja. A londoni Anna Freud Centrum vezérigazgatója, a Klinikai, Oktatási és Egészség Pszichológiai Kutató Részleg vezetője a University College London egyetemen és Freud Memorial Professor of Psychoanalysis tisztség viselője.

## Életútja

### Tanulmányai
1971–1974 között szerezte a BSC pszichológusi diplomáját a University College London egyetemen. Ugyanitt szerzett PhD fokozatot 1980-ban és ekkor vált klinikai pszichológussá is. Először felnőtt pszichoanalitikus képesítést szerzett a British Psychoanalytic Societynél (1980–1985), majd az Anna Freud Centrumban a gyermek pszichoanalitikus képzést is elvégezte (1989–1995). 

## Munkássága
Fő kutatási területe a fejlődési pszichopatológiák vizsgálata, különösen a kötődés és a mentalizáció perspektívájából. Ezen kívül a pszichoszociális kezelések és terápiák hatékonyságát vizsgálja.
A mentalizáció fogalmát Fonagy használta először, majd mentális betegségekkel, különösen a borderline személyiség zavarral kapcsolatban kezdte el vizsgálni.
Anthony Batemannel együtt dolgozták ki a „Mentalizáción alapuló kezelést” (Mentalization Based Treatment; MBT). Ez egy pszichodinamikus pszichoterápiát, ami a borderline személyiség zavar kezelését célozza meg. A díjat nyert könyvükben (Affect Regulation, Mentalization, and the Development of the Self) részletesen foglalkoznak a mentalizációval, érzelem szabályozással. Fonagy az Anna Freud Centrumban oktatja is az MBT-t.

## Fontosabb díjai, elismerései
- 1997. Brit Akadémia tag
- 2003. Gradiva Prize- US National Association for the Advancement of Psychoanalysis- a 2002-es év legjobb klinikai és elméleti könyvért (P. Fonagy, G. Gergely, E. Jurist, & M. Target, (2002). Affect regulation, mentalization, and the development of the self. London, UK: Karnac Books)
- 2005. Otto Weininger Memorial Award
- 2007. Sigmund Freud Prize of the City of Vienna
- 2009. 4th Annual Award for Distinguished Achievement in the Field of Severe Personality Disorders by the BPD Resource Center
- 2011. Mary J Sigourney Award for Distinguished Contributions to Psychoanalysis, and a Senior NIHR Investigator Award
- 2012. BPS Lifetime Achievement Award and the Castilla del Pino Foundation Award
- 2013. Honorary Fellow of the American College of Psychiatrists és a Brit Birodalom Rendjének tagjává választották (OBE)

## Művei

### Legtöbbet idézett cikkei
1. Whittington, C. J., Kendall, T., Fonagy, P., Cottrell, D., Cotgrove, A., & Boddington, E. (2004). Selective serotonin reuptake inhibitors in childhood depression: systematic review of published versus unpublished data. Lancet, 363(9418), 1341-1345.
2. Bateman, A., & Fonagy, P. (1999). Effectiveness of partial hospitalization in the treatment of borderline personality disorder – A randomized controlled trial. American Journal of Psychiatry, 156, 1563-1569.
3. Fonagy, P., Steele, H., & Steele, M. (1991). Maternal representations of attachment during pregnancy predict the organization of infant-mother attachment at one year of age. Child Development, 62, 891-905.
4. Fonagy, P., Leigh, T., Steele, M., Steele, H., Kennedy, R., Mattoon, G., Target, M., and Gerber, A. (1996). The relation of attachment status, psychiatric classification, and response to psychotherapy. Journal of Consulting and Clinical Psychology, 64, 22-31.
5. Fonagy, P., & Target, M. (1997). Attachment and reflective function: Their role in self-organization. Development and Psychopathology, 9, 679-700.
6. Bateman, A., & Fonagy, P. (2001). Treatment of borderline personality disorder with psychoanalytically oriented partial hospitalization: an 18-month follow-up. American Journal of Psychiatry, 158, 36-42.
7. Fonagy, P., & Target, M. (1996). Playing with reality: I. Theory of mind and the normal development of psychic reality. International Journal of Psycho-Analysis, 77, 217-233.
8. Fonagy, P. (1991). Thinking about thinking: Some clinical and theoretical considerations in the treatment of a borderline patient. International Journal of Psycho-Analysis, 72, 1-18.
9. Fonagy, P., Steele, M., Steele, H., Leigh, T., Kennedy, R., Mattoon, G., et al. (1995). Attachment, the reflective self, and borderline states: The predictive specificity of the Adult Attachment Interview and pathological emotional development. In S. Goldberg, R. Muir & J. Kerr (Eds.), Attachment theory: Social, developmental and clinical perspectives (pp. 233–278). New York: Analytic Press.
10. Bateman, A. W., & Fonagy, P. (2008). 8-year follow-up of patients treated for borderline personality disorder: Mentalization based treatment versus treatment as usual. American Journal of Psychiatry, 165, 631–638.
11. Fonagy, P., Steele, M., Steele, H., Higgitt, A., & Target, M. (1994). The Emmanuel Miller Memorial Lecture 1992. The theory and practice of resilience. Journal of Child Psychology and Psychiatry and Allied Disciplines, 35, 231-257.
12. Steele, H., & Steele, M., & Fonagy, P. (1996). Associations among attachment classifications of mothers, fathers, and their infants: Evidence for a relationship-specific perspective. Child Development, 67, 541-555.
13. Fonagy, P., Steele, H., Moran, G., Steele, M., & Higgitt, A. (1991). The capacity for understanding mental states: The reflective self in parent and child and its significance for security of attachment. Infant Mental Health Journal, 13, 200-217.
14. King-Casas, B., Sharp, C., Lomax-Bream, L., Lohrenz, T.,Fonagy, P., & Montague, P. R. (2008). The rupture and repair of cooperation in borderline personality disorder. Science, 321(5890), 806-810.
15. Strathearn, L., Fonagy, P., Amico, J., & Montague, R. (2009). Adult attachment predicts maternal brain and oxytocin response to infant cues. Neuropsychopharmacology, 34(13), 2655-2666.
16. Fonagy, P. (1999). Memory and therapeutic action. International Journal of Psycho-Analysis, 80, 215-223.
17. Bateman, A.W., & Fonagy, P. (2009). Randomized controlled trial of outpatient Mentalization-based Treatment versus Structured Clinical Management for borderline personality disorder. American Journal of Psychiatry, 166(12), 1355-1364.

### Főbb művei
1. Roth, A.D. & Fonagy, P. (1996) What works for whom? A critical review of psychotherapy research. New York, NY: Guilford Press.
2. Fonagy, P. Attachment theory and psychoanalysis. (2001) New York, NY: Other Press.
3. Fonagy, P., Gergely, G., Jurist, E. & Target, M. (2002) Affect regulation, mentalization and the development of the self. New York, NY: Other Press.
4. Fonagy, P & Target, M. (2003) Psychoanalytic theories: Perspectives from developmental psychopathology. London: Whurr Publications. Published in Hungarian as Pszichoanalitikus elméletek a fejlödési pszichopatológia tükrében (2005). Budapest: Gondolat Kiadó.
5. Bateman, A. & Fonagy, P. (2004) Psychotherapy for borderline personality disorder: Mentalization-based treatment. Oxford, UK: Oxford University Press.
6. Roth, A. D. & Fonagy, P. (2005) What works for whom? A critical review of psychotherapy research (2nd ed.). New York, NY: Guilford Press.
7. Allen, J. G., Fonagy, P. & Bateman, A. W. (2008). Mentalizing in clinical practice. Washington, DC: American Psychiatric Publishing. Published in Hungarian as: Mentalizáció a klinikai gyakorlatban (2011). Budapest: Oriold És Társai.
8. Clarkin, J. F., Fonagy, P., & Gabbard, G. O. (2010). Psychodynamic psychotherapy for personality disorders: A clinical handbook. Washington, DC: American Psychiatric Publishing. Published in Hungarian as: A személyiségzavarok pszichodinamikus pszichoterápiája: Klinikai kézikönyv (2012). Budapest: Oriold és Társai

### Magyarul
- Peter Fonagy–Mary Target: Pszichoanalitikus elméletek a fejlődési pszichopatológia tükrében; ford. Milák Piroska et al.; Gondolat, Budapest, 2005 (Modern pszichoanalízis)
- Jon G. Allen–Peter Fonagy–Anthony W. Bateman: Mentalizáció a klinikai gyakorlatban; ford. Bulath Máté; Oriold, Budapest, 2011 (Lélekben otthon könyvek)